# Ramanella variegata
Ramanella variegata és una espècie de granota que viu a l'Índia i Sri Lanka.